# Umm Adasat al-Farat
Umm Adasat al-Farat – wieś w Syrii, w muhafazie Aleppo, w dystrykcie Manbidż. W 2004 roku liczyła 1431 mieszkańców.